# Meioneta angulata
Meioneta angulata là một loài nhện trong họ Linyphiidae.
Loài này thuộc chi Meioneta. Meioneta angulata được James Henry Emerton miêu tả năm 1882.